# Marek Sadowski (prawnik)
Marek Sadowski (ur. 22 marca 1948 w Zabrzu) – polski prawnik, w 2004 minister sprawiedliwości i prokurator generalny.

## Życiorys
W latach 1966–1971 studiował na Wydziale Prawa Uniwersytetu Jagiellońskiego. Pracował jako urzędnik w Okręgowej Dyrekcji Kolei w Krakowie. W 1976 ukończył aplikację sądową w Sądzie Wojewódzkim w Krakowie. Orzekał jako asesor, 4 października 1979 został powołany na stanowisko sędziego Sądu Rejonowego dla Krakowa-Podgórza. Od 1982 do 1985 był sędzią Okręgowego Sądu Pracy i Ubezpieczeń Społecznych w Krakowie, następnie sędzią Sądu Wojewódzkiego.
Był uczestnikiem prac Centrum Obywatelskich Inicjatyw Ustawodawczych Solidarności.
W 1986 delegowano go do Sądu Najwyższego, w okresie 1987–1990 zajmował stanowisko sędziego Sądu Najwyższego. Prowadził wykłady w Katedrze Prawa Pracy Uniwersytetu Jagiellońskiego oraz zajęcia dla aplikantów sądowych w Krakowie.
Od 1995 został delegowany do pracy w Ministerstwie Sprawiedliwości, był m.in. wicedyrektorem Departamentu Prawnego i dyrektorem Departamentu Legislacyjno-Prawnego. W marcu 2003 objął stanowisko podsekretarza stanu w tym resorcie, odpowiedzialnego za sprawy legislacyjne oraz kontakty z parlamentem. 2 maja 2004 powołano go na urząd ministra sprawiedliwości w rządzie Marka Belki. Złożył dymisję 1 września 2004 po tym, jak prasa przypomniała sprawę wypadku drogowego, który spowodował 6 sierpnia 1995. 7 września 2004 został prokuratorem Prokuratury Krajowej.
W 2008 za spowodowanie tegoż wypadku drogowego został prawomocnie skazany na karę 1,5 roku pozbawienia wolności z warunkowym zawieszeniem jej wykonania na okres dwóch lat.

## Odznaczenia
- Medal „Zasłużony dla Prokuratury Rzeczypospolitej Polskiej” – 2023[3][4]